# Rado (entreprise)
Pour les articles homonymes, voir Rado.
 (août 2023).
L'article doit être relu — et modifié si nécessaire — par des contributeurs indépendants pour apporter un regard critique aux contributions effectuées en violation des conditions d'utilisation de Wikipédia, tant sur la forme (notamment concernant le style encyclopédique, la proportionnalité) que sur le fond (la neutralité de point de vue, la qualité et l'indépendance des sources).
Rado est une entreprise horlogère suisse de luxe fondée en 1917, et basée à Longeau dans le canton de Berne, en Suisse.
La marque est connue pour ses montres de luxe, axant sa production sur la recherche esthétique et la recherche de matériaux innovants (« métal dur » et céramiques notamment), et mettant en avant une volonté de proposer des produits « inrayables ». 
Depuis 1983, Rado est une marque du Swatch Group.

## Historique
L'entreprise a été fondée en 1917 par les trois frères Schlup, Friedrich (1883-1951), Ernst (1887-1958) et Werner (1895-1970), l'entreprise Schlup & Co. dans leur maison familiale à Longeau, dans le canton de Berne. Située entre les centres horlogers de Biel/Bienne et Grenchen, le tout premier atelier de la fraterie était réservé à la création de mouvements à ancre dotés d'un mécanisme de remontage manuel.
Dans un contexte difficile lié à la crise des années 1920, les frères vont miser sur une double stratégie : fabriquer des mouvements ainsi que des montres finies.
En 1928, l'entreprise adopte définitivement le nom de Rado, très probablement tirée de l'espéranto,. Dans cette langue internationale, Rado signifie la « roue », composant incontournable de tout mouvement mécanique horloger.
À l'emplacement de l'usine actuelle, une véritable usine est construite à Longeau en 1948. Puis, en 1953, pour répondre aux besoins du marché, l'entreprise va se consacrer uniquement à la construction de montres finies.
L'année 1957 marque le lancement de collection Green Horse, avec pour devise « Si nous pouvons l’imaginer, nous pouvons le fabriquer. Et si nous pouvons le fabriquer, nous le ferons ». Cette devise accompagnera de nombreuses collections par la suite et fait aujourd'hui partie intégrante de l'ADN de la marque.
En novembre 1961, après des années de développement où la société cherche à se démarquer en travaillant sur les matériaux, Rado dépose un brevet sur un alliage de carbure de tungstène, qui est un « métal dur » utilisé pour la fabrication de boîtiers de montre.
En 1962, la quête d’innovation de la marque aboutit à la conception de la Rado DiaStar, commercialisée comme la première montre inrayable au monde. En 1967, le modèle Rado Dia 67, dont le boîtier est entièrement en cristal saphir métallisé, est mis sur le marché.
En 1986[réf. nécessaire], sous l'impulsion de Nicolas G. Hayek, Rado rejoint le groupe SMH (qui deviendra le Swatch Group en 1998).
Cette même année, Rado fait de l'utilisation de la céramique sa marque de fabrique. Selon Les Echos, Rado est le premier horloger à avoir utilisé une « céramique high tech », dès 1986, avant Chanel et Dior. Son modèle Rado Integral introduit ainsi la technique du cristal saphir qui ne permet pas de distinguer la marque de fixation entre le bracelet et le boîtier. En 1989, cette technologie sera utilisée pour la Rado Ceramica, entièrement en céramique. Lancée en 2002, la montre V10K démontre une dureté de 10 000 Vickers, attribuée au diamant naturel la composant. Ce modèle est inscrit au Guinness Records en tant que montre la plus dure au monde.
En 2000, Rado a un chiffre d'affaires de 230 millions d'euros, elle est la marque de luxe la plus vendue en Suisse, mais est très peu connue en France, la société déclarant avoir privilégié « les pays germanophones et les pays lointains, tels que la Chine et l'Arabie saoudite ». La société entreprend alors de se faire connaître en France en associant la marque à des événements tennistiques.
Au cinquantenaire de la marque, en 2007, Rado lance une série limitée de la Ceramica Chrono imaginée par le designer Jasper Morrison. En 2009 est lancé le modèle r5.5, élaboré par le designer Jasper Morrison,.
En 2022, pour le 60e anniversaire de la montre Rado DiaStar, la société sort trois nouvelles versions de cette montre.

## Marque et technologie

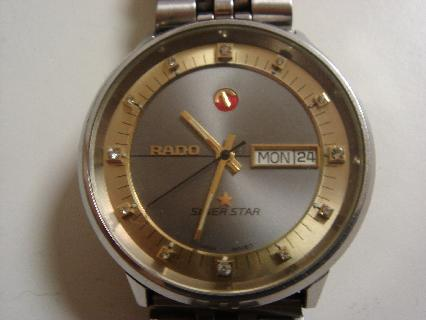
Rado Silver Star, année 1980.

Selon Les Echos, Rado utilise des « matériaux atypiques et résistants (céramique, métal dur ou verre saphir) » et se base également sur « le souci du design ».
L'entreprise commercialise ses montres sous la marque commerciale Rado. Ces produits sont connus pour être fabriqués avec des matières insensibles aux rayures comme le métal dur, le diamant ou la céramique. Leurs prix se situent en général entre 8 000 $ et 28 000 $ mais certains modèles, pavés de diamants, peuvent coûter entre 30 000 $ et 250 000 $. Depuis 1990, Rado a reçu plus de trente récompenses internationales pour le design de ses montres.
La montre Rado Diastar est désormais produite et commercialisée sous le nom DiaStar The Original.
Après le métal dur la société utilise la céramique à partir de 1986. Lors du processus de fabrication, difficile à maîtriser, une poudre de zirconium est chauffée à plus de 1200 °C, et le matériau obtenu est presque aussi dur que le diamant. Rado a créé une céramique « plasma », qui a des reflets métalliques, et dont la surface a été travaillée avec des gaz chauffés à 20000 °C. 

## Données financières
En 1983, Rado fait son entrée dans le groupe SMH qui deviendra le Swatch Group.
En 2017, l'entreprise produisait un demi-million de montres par an et employait 470 personnes.